# Lucyna Penciak

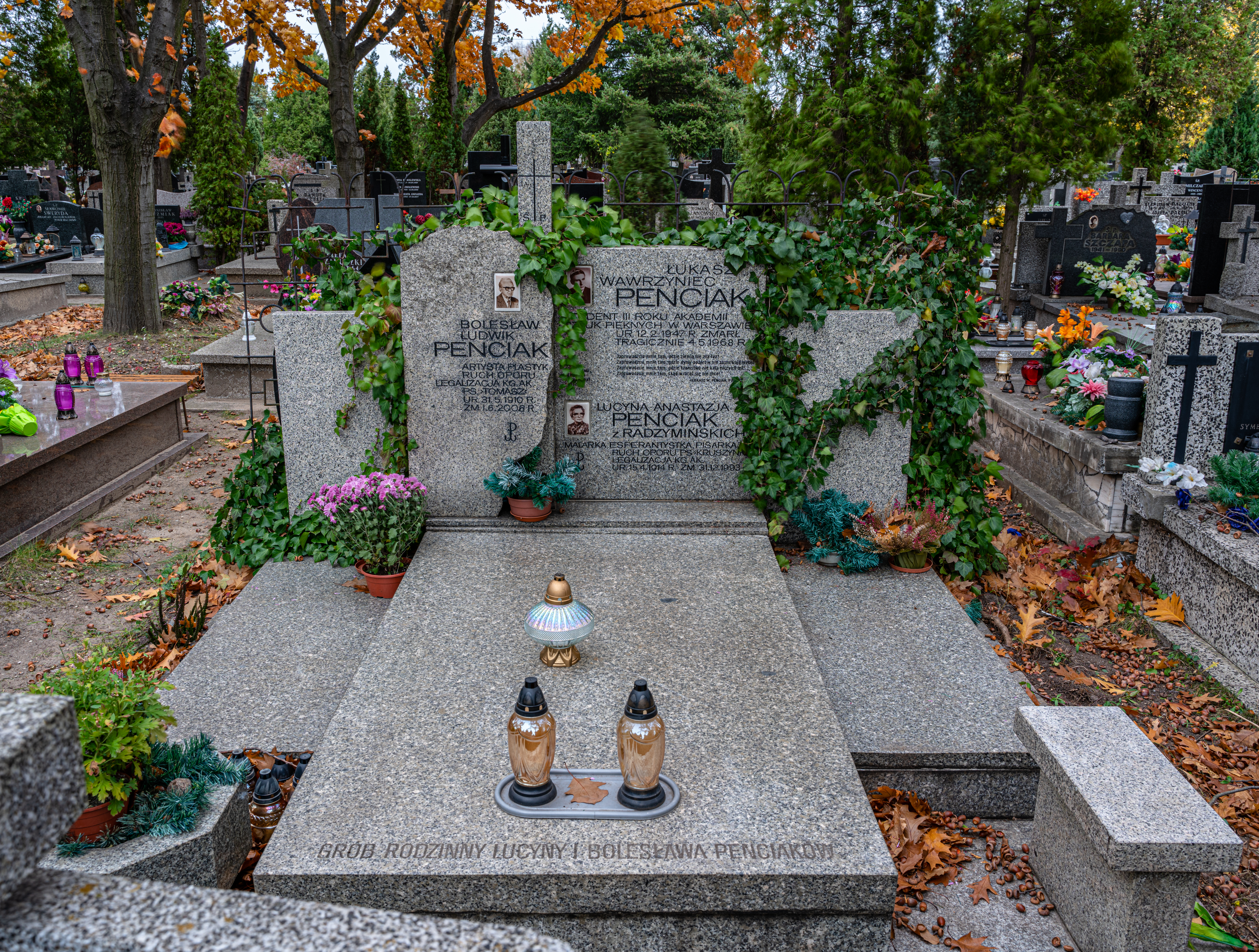
Grób Lucyny Penciak na cmentarzu Komunalnym Północnym w Warszawie

Lucyna Anastazja Penciak z domu Radzymińska (ur. 15 kwietnia 1914 w Pęcicach, zm. 31 grudnia 1993 w Warszawie) – polska bibliotekarka, pisarka i esperantystka.

## Życiorys
Córka Juliana i Heleny Radzymińskich. Ukończyła szkołę powszechną w Wiązownej. Absolwentka pedagogiki i bibliotekarstwa Studium Pracy Społeczno-Oświatowej Wolnej Wszechnicy Polskiej w Warszawie. W latach 1937–1939 pracowała jako instruktor Centralnej Biblioteki Powiatowej w Warszawie. W czasie wojny działała w Armii Krajowej, Grupie „Kampinos” posługując się pseudonimem „Kruszynka”. Po wojnie związana z oświatą i bibliotekarstwem – od roku 1967 do 1976 zatrudniona jako kustosz i kierownik wypożyczalni w warszawskiej Bibliotece Publicznej.
W 1980 roku wydała w kawowskiej serii „Fantazja–Przygoda–Rozrywka” powieść science-fiction, niezamierzenie groteskową utopię Neurony zbrodni, w większości negatywnie odebraną przez krytyków.
Kilka tekstów pisarki (wspomnień, opowiadań) zostało staraniem jej męża, Bolesława Penciaka, opublikowanych po śmierci, w serii Biblioteczka „Kruszynki” i Bolesława.
Amatorsko zajmowała się malarstwem, jej obrazy znajdują się w prywatnych kolekcjach.
Spoczywa na Cmentarzu Komunalnym Północnym w Warszawie (kw. W-VI-5-2).

## Publikacje
- 1967 – Łaska czasu
- 1980 – Neurony zbrodni
- 1993 – Czterej... (wspomnienia)
- 1993 – Pierwsza 1000-latka na Mokotowie: wspomnienia aktywistki 1959–1960[6]